# Stazione di Villa San Giovanni-Cannitello
La stazione di Villa San Giovanni-Cannitello è una stazione ferroviaria posta sulla linea Battipaglia-Reggio Calabria.

## Storia
La stazione ferroviaria di Cannitello fu inaugurata nel 1884, in concomitanza con il completamento di un tratto della Ferrovia Tirrenica Meridionale.
Nel novembre 2014 la stazione è stata sospesa al servizio viaggiatori per conto della delegazione regionale di Trenitalia, in favore della Metro Tamburello, suscitando la piena disapprovazione sia degli abitanti, sia dell'amministrazione comunale eletta l'anno seguente. Il primo binario della stazione e lo scambio furono rimossi. Nel 2018 i consiglieri comunali di Villa San Giovanni hanno deciso di chiedere alla delegazione regionale un'eventuale riapertura in vista dell'estate. La richiesta non ha sortito effetti.
A seguito delle richieste dell'amministrazione comunale, grazie alla sinergia tra comune, Regione Calabria, Trenitalia e RFI Il 15 giugno 2024 viene ripristinato il servizio viaggiatori dalla divisione regionale di Trenitalia
In seguito alla riapertura, la stazione fu oggetto di ristrutturazione.

## Movimento
La stazione è servita dai treni del Servizio ferroviario suburbano di Reggio Calabria.